# Maracaí (ort)
Maracaí är en ort i Brasilien.   Den ligger i kommunen Maracaí och delstaten São Paulo, i den södra delen av landet, 800 km söder om huvudstaden Brasília. Maracaí ligger 392 meter över havet och antalet invånare är 11 959.
Terrängen runt Maracaí är huvudsakligen platt. Maracaí ligger nere i en dal. Maracaí är det största samhället i trakten.
Trakten runt Maracaí består till största delen av jordbruksmark. Runt Maracaí är det ganska glesbefolkat, med 34 invånare per kvadratkilometer.